# Мецофато I (Козенца)
Мецофато I је насеље у Италији у округу Козенца, региону Калабрија.
Према процени из 2011. у насељу је живело 272 становника. Насеље се налази на надморској висини од 64 м.